# Conidae
Conidae (nomeados, em inglês e português, cone -sing.) é uma família de moluscos gastrópodes marinhos predadores pertencente à subclasse Caenogastropoda e ordem Neogastropoda, classificada por John Fleming, naturalista, zoólogo e geólogo escocês, em 1822. Sua distribuição geográfica abrange principalmente os oceanos tropicais da Terra, desde os recifes de coral, na zona entremarés, até maiores profundidades (p. ex., Profundiconus teramachii (Kuroda, 1956); a profundidades de 977 metros); encontrando-se um considerável número de espécies na região do Indo-Pacífico. Como suas conchas, sólidas e em sua maior parte coloridas, têm uma característica forma cônica, surpreendentemente homogênea, classificações até o início do século XXI colocavam todos os Conidae sob o gênero Conus; agora dividido após trabalhos de sequenciamento de DNA que incluíram a determinação de novas famílias. Suas rádulas são modificadas, em forma de dardo e inoculadoras de veneno, sendo disparadas e ficando no tecido de suas vítimas, tornando-se substituídas, constantemente, para novos ataques. Nas espécies piscívoras, como Conus geographus, elas são potencialmente fatais em humanos. Estes moluscos têm um perióstraco mole, cobrindo suas conchas, e alguns têm um pequeno opérculo.

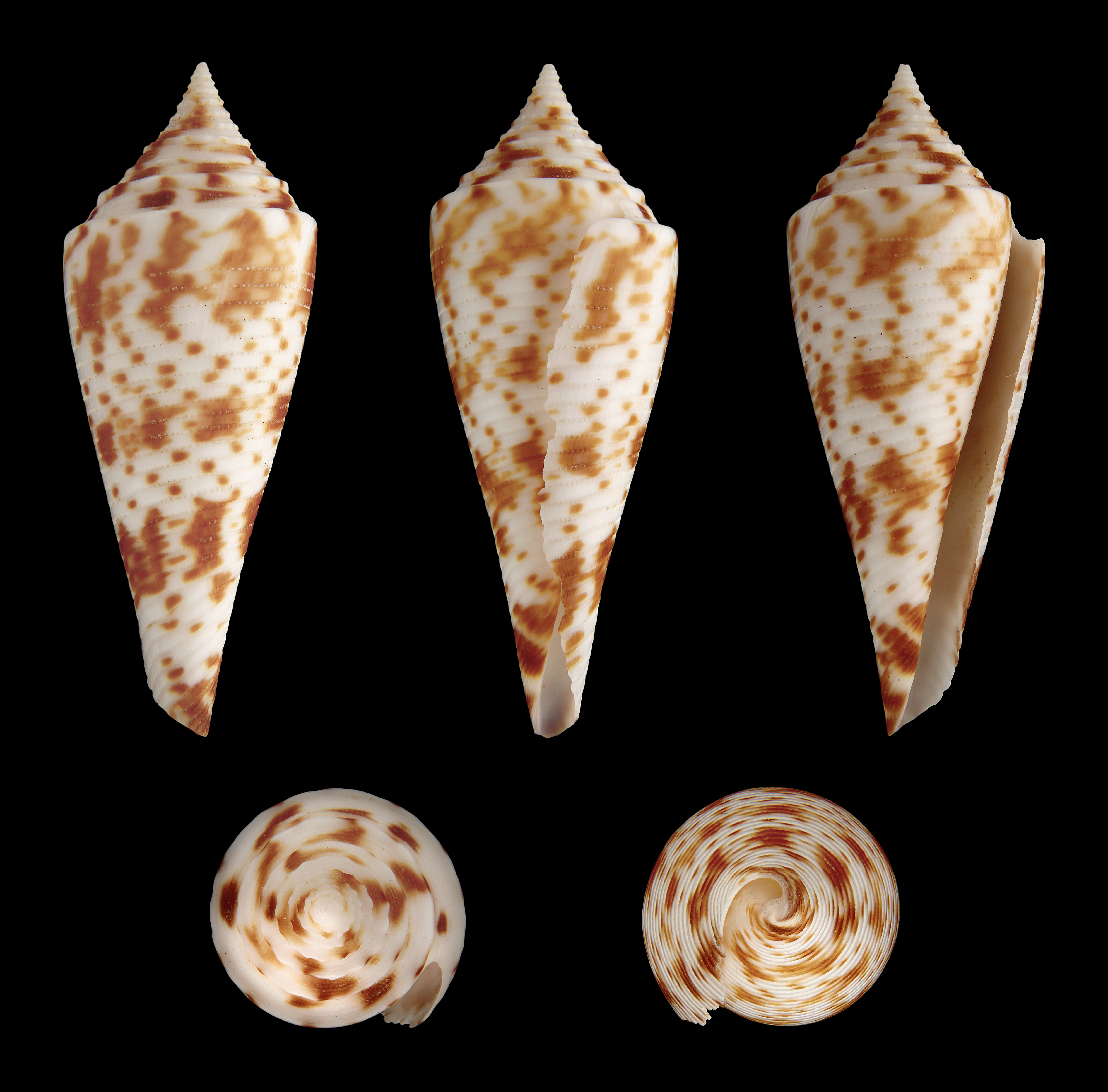
Cinco vistas da concha de Conasprella comatosa (Pilsbry, 1904), encontrada do Japão e Taiwan às Filipinas; espécie outrora denominada Conus comatosa.

## Descrição
Compreende, em sua totalidade, caramujos de conchas cônicas e espiral larga, mais ou menos aplainada e, às vezes, esculpida com nódulos; pequenas ou atingindo tamanhos superiores a 10 centímetros de comprimento, geralmente com superfície lisa e revestida por desenhos e marcações coloridas formando manchas, faixas, pontuações e até mesmo formas triangulares. Suas columelas não possuem pregas columelares, o lábio externo é bastante delgado e a abertura costuma ser estreita, acompanhando o traçado da columela (tornando-se mais alargada em espécies que se alimentam de peixes); e seus canais sifonais não se destacam do formato da concha. O animal possui um prolongamento tubular, largo, que pode ser esticado e sobrepassar amplamente a borda da concha, sendo utilizado em sua alimentação, após o disparo de sua rádula, ligada a glândulas de peçonha, como um arpão de veneno.

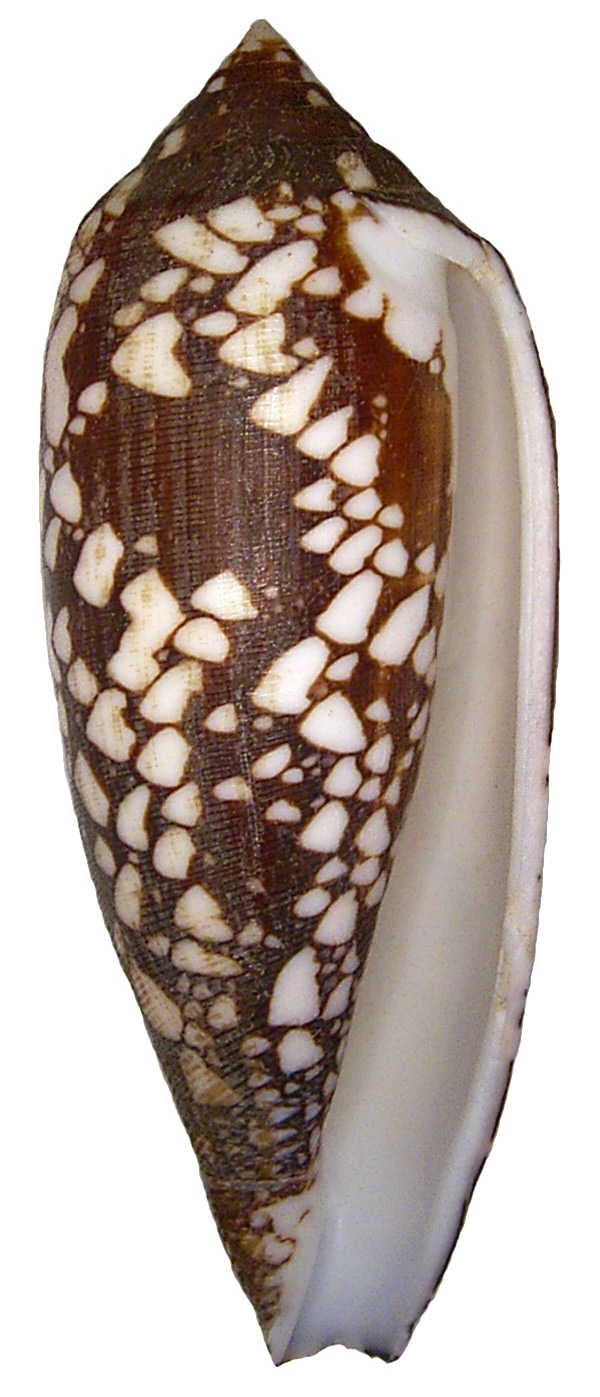
Uma concha de Conus aulicus Linnaeus, 1758, encontrada na zona entremarés do Indo-Pacífico.[1] Esta é uma das espécies que pode causar acidentes em humanos.

## Espécies potencialmente perigosas ao homem
Acidentes com Conus causam envenenamentos humanos graves e até mesmo óbitos por sua ação neurotóxica de substâncias denominadas conotoxinas, indutoras do bloqueio de receptores sinápticos e causadoras de paralisia muscular miorrelaxante, ocasionando em parada respiratória entre os quarenta minutos a cinco horas após o contato. Estes animais costumam enterrar-se na areia, parcialmente, durante o dia, para sair à caça de suas presas à noite. Estas presas podem constituir-se de vermes, outros moluscos e peixes. Cerca de dezoito espécies diferentes foram registradas como ofensivas ao homem, sendo mais perigosas as que possuem regime alimentar piscívoro, em sua maioria presentes na região do Indo-Pacífico tropical, como Conus geographus (a espécie mais associada a mortes humanas), Conus aulicus, Conus marmoreus, Conus striatus, Conus textile e Conus tulipa. Como as presas destas espécies são normalmente mais rápidas, tais criaturas desenvolveram um poderoso veneno que pode matá-las ou paralisá-las instantaneamente. Algumas espécies que provocam acidentes graves não são piscívoras, como Conus marmoreus. No Atlântico Ocidental, uma espécie potencialmente perigosa é Conus regius Gmelin, 1791, que ocorre comumente desde o mar do Caribe (sul da Flórida, Antilhas e Bahamas) até a costa do estado de São Paulo, na região sudeste do Brasil, a pouca profundidade. Existem aproximadamente 30 registros de humanos mortos por espécies de Conidae (NELSON, 2004; Nature). As vítimas humanas sofrem pouca dor, porque o veneno contém um componente analgésico. Há espécies que, alegadamente, podem matar um humano em menos de cinco minutos; assim o nome cigarette snail (caramujo de cigarro), como afirmando que sua vítima só tem tempo de fumar um cigarro antes de morrer. Eles também podem picar através de uma roupa de mergulho. Possuem enormes possibilidades para a produção de drogas analgésicas; pois certas proteínas, neles contidas, podem atacar receptores de dor humanos específicos e podem ser até 10.000 vezes mais potentes que a morfina, sem os efeitos colaterais e perigosos desta.

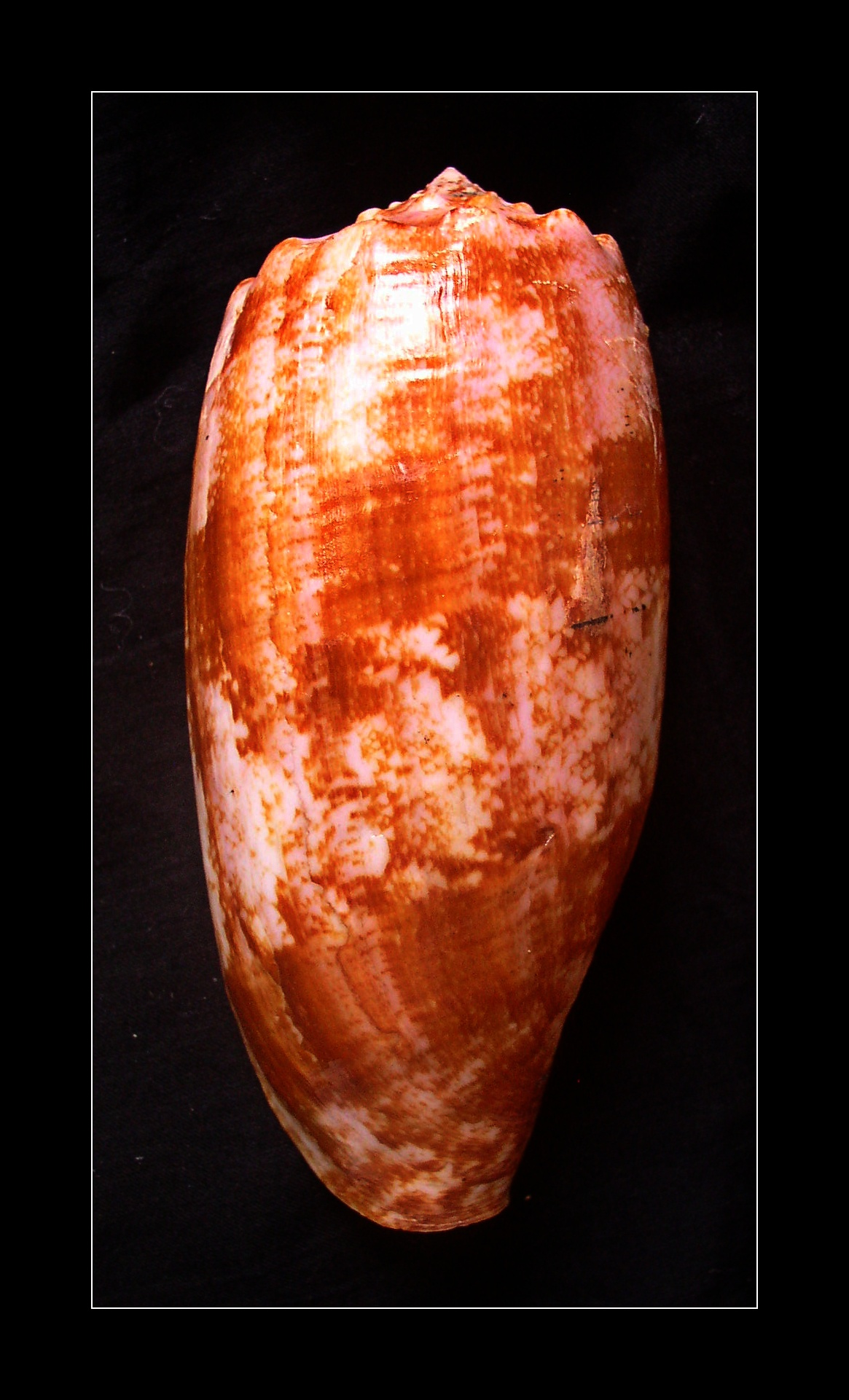
Concha de Conus geographus Linnaeus, 1758, encontrada em águas rasas do Indo-Pacífico[1] e sendo a espécie mais associada a mortes humanas por envenenamento.

## Classificação deConidae: gêneros viventes
De acordo com o World Register of Marine Species, suprimidos os sinônimos e gêneros extintos.
- Californiconus J. K. Tucker & Tenorio, 2009
- Conasprella Thiele, 1929
- Conus Linnaeus, 1758
- Kenyonia Brazier, 1896
- Lilliconus G. Raybaudi Massilia, 1994
- Malagasyconus Monnier & Tenorio, 2015
- Profundiconus Kuroda, 1956
- Pseudolilliconus J. K. Tucker & Tenorio, 2009
- Pygmaeconus Puillandre & Tenorio, 2017

## Imagens de Conidae do gêneroConus

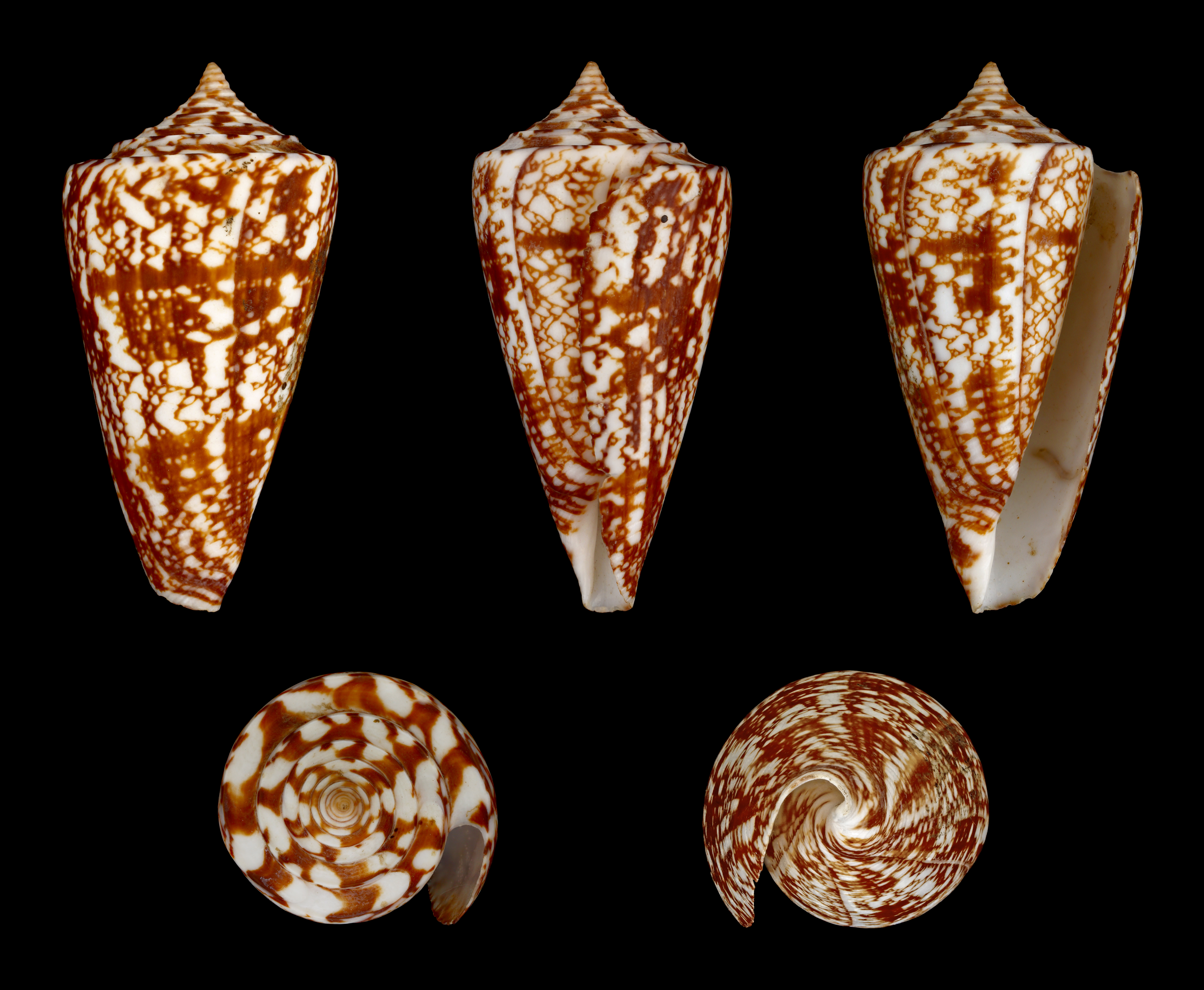
Cinco vistas da concha de Conus amadis Gmelin, 1791, encontrada no oceano Índico e Indonésia.
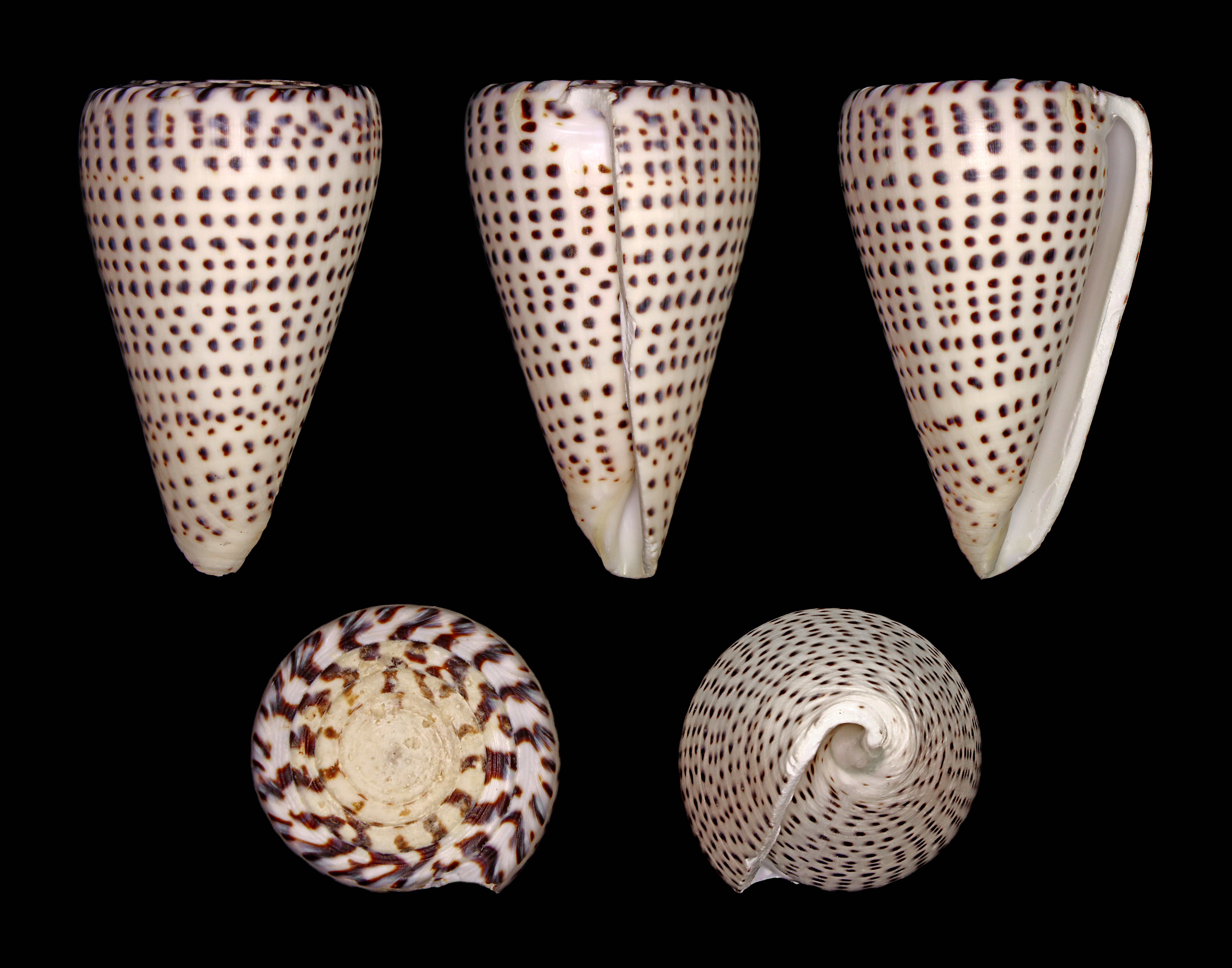
Cinco vistas da concha de Conus leopardus (Röding, 1798), encontrada no Indo-Pacífico. A espécie Conus litteratus Linnaeus, 1758, mas tem conchas com manchas maiores e faixas amarelas.
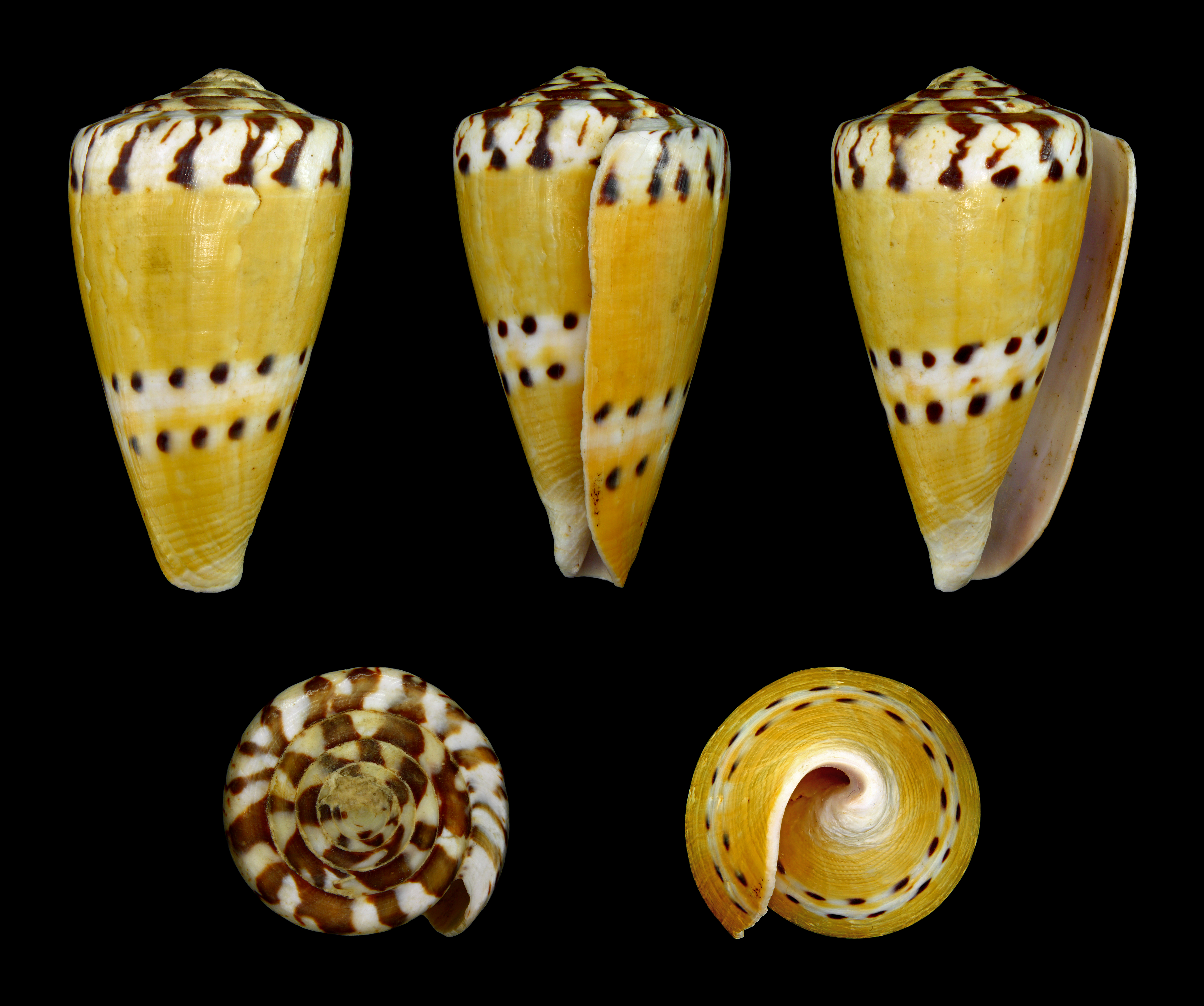
Cinco vistas da concha de Conus mustelinus Hwass, 1792, encontrada no Indo-Pacífico Ocidental.
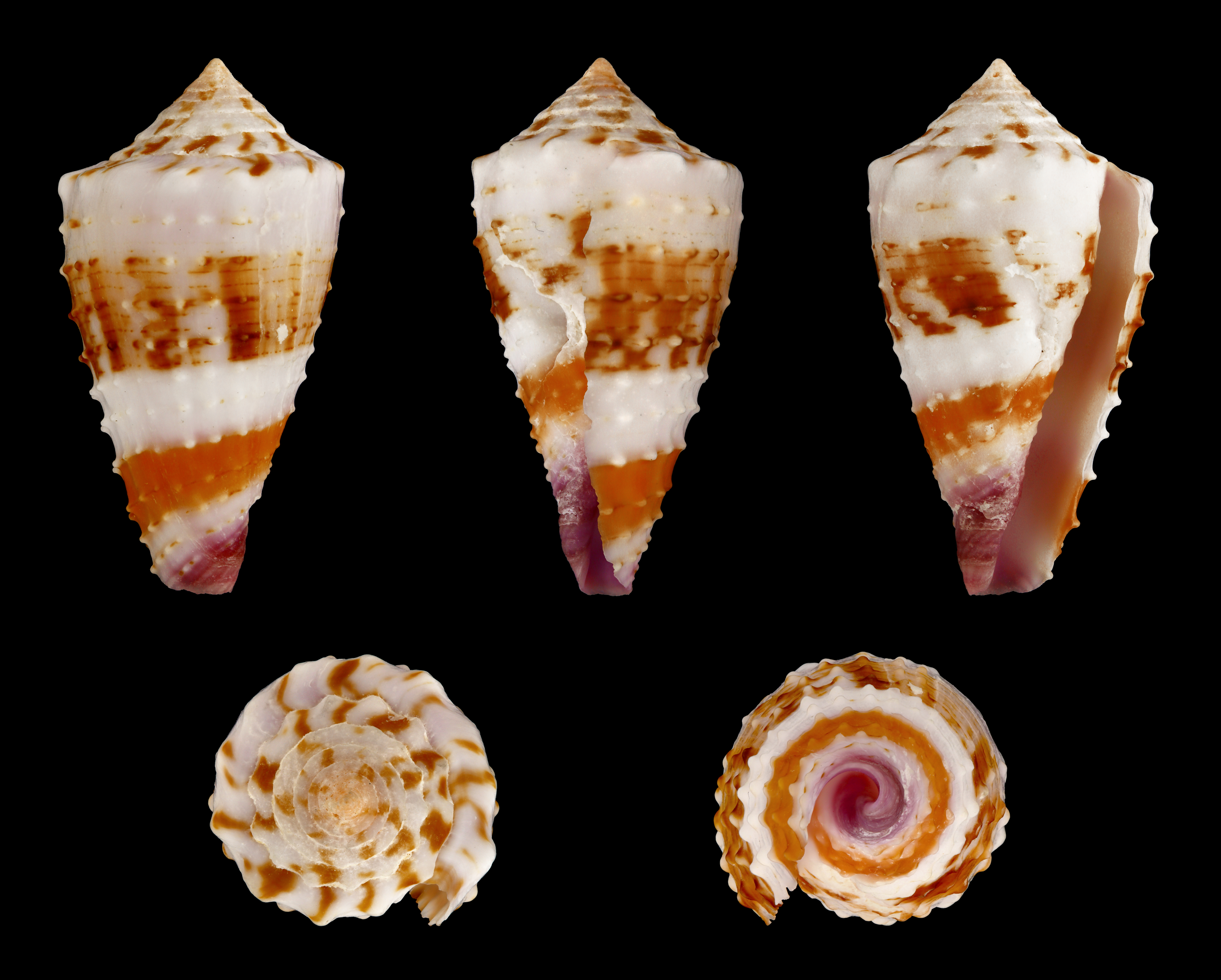
Cinco vistas da concha de Conus floridulus A. Adams & Reeve, 1848, encontrada do Golfo de Papua às Filipinas.
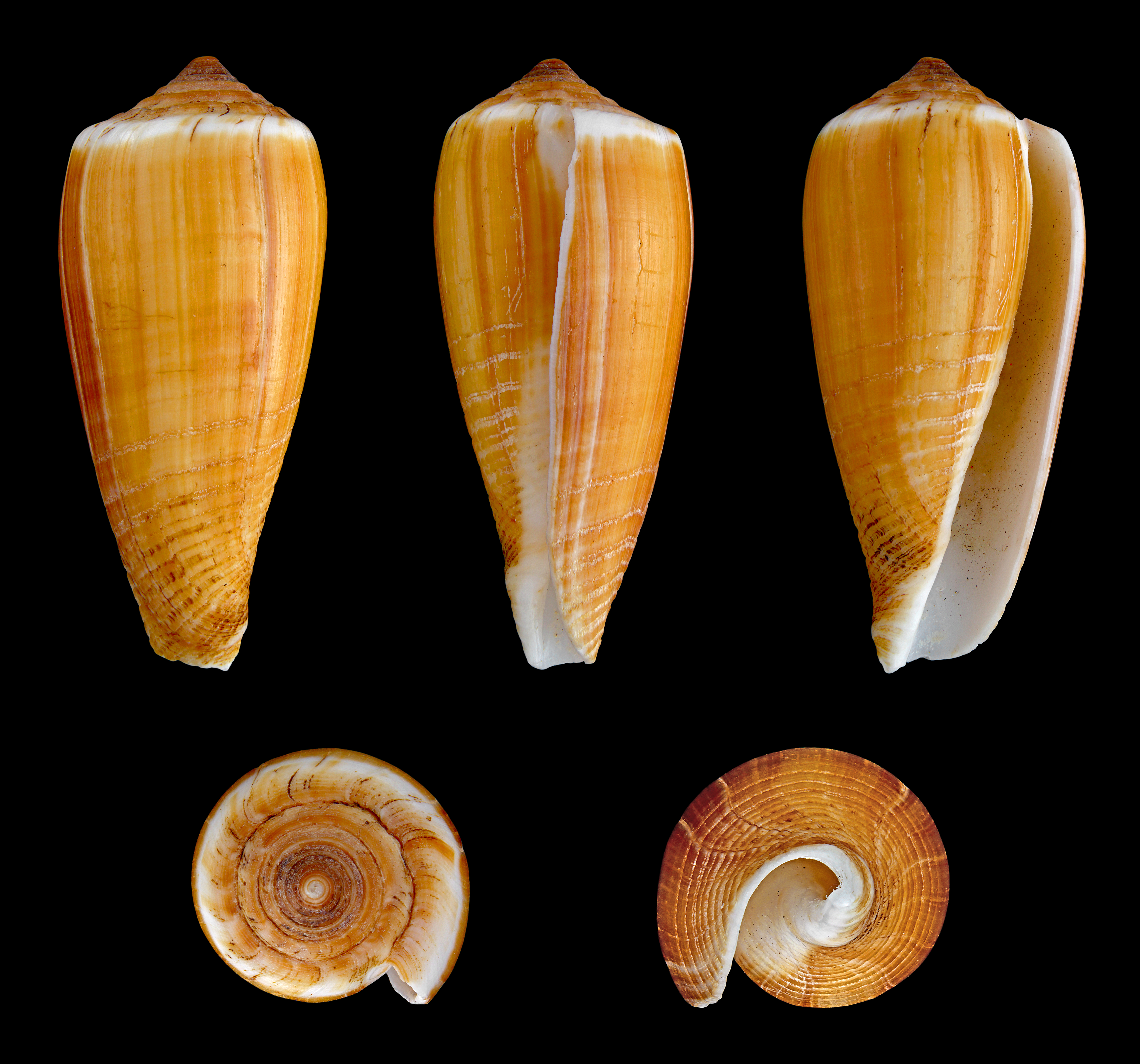
Cinco vistas da concha de Conus radiatus Linnaeus, 1758, encontrada de Fiji às Filipinas.
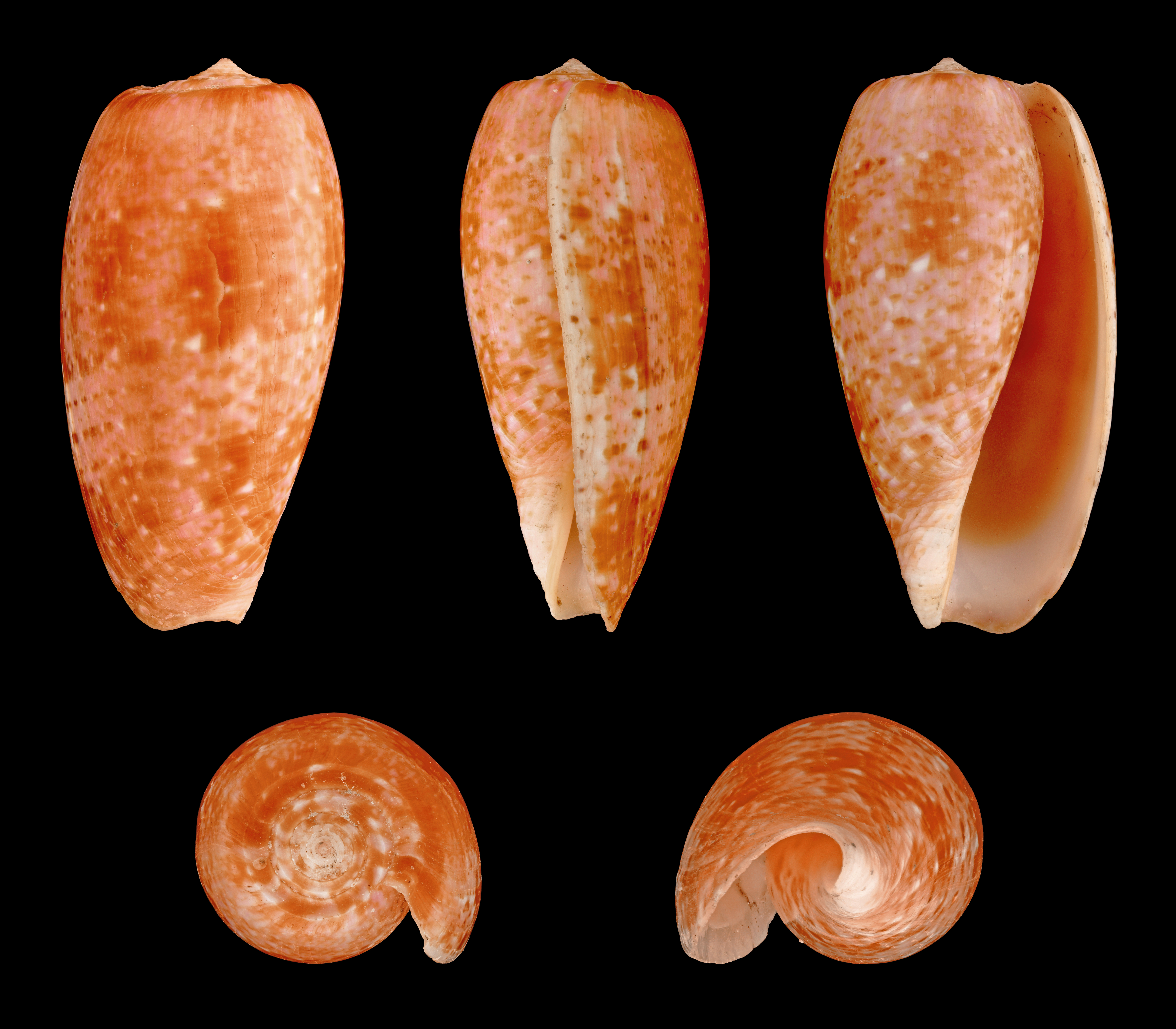
Cinco vistas da concha de Conus bullatus Linnaeus, 1758, encontrada no Indo-Pacífico.
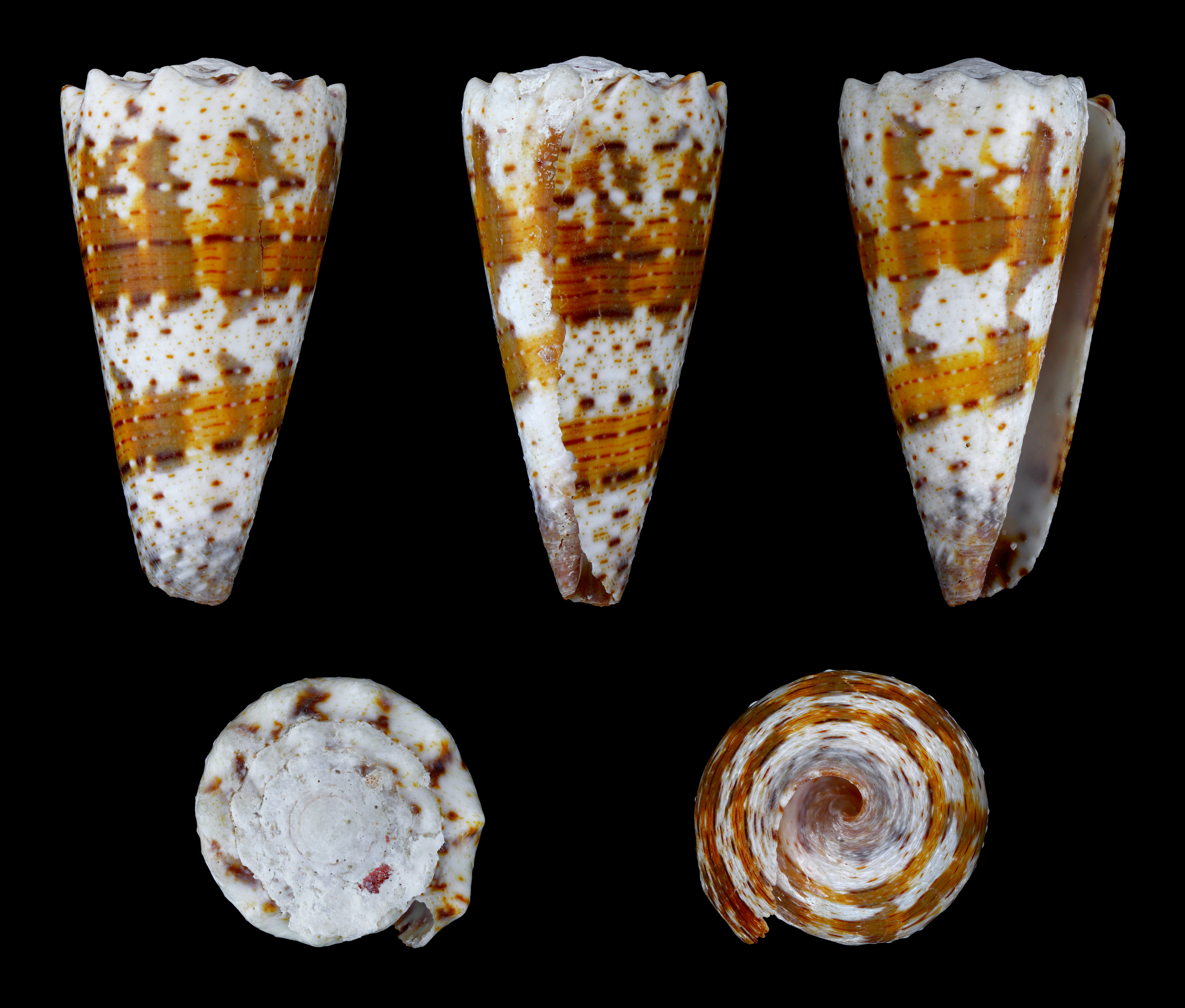
Cinco vistas da concha de Conus imperialis Linnaeus, 1758, encontrada no Indo-Pacífico, na zona entremarés.

## Taxonomia
Desde o século XVIII, com as 30 espécies válidas de Conus, conhecidas por Carolus Linnaeus, a taxonomia dos Conidae sofreu diversas modificações. No passado, uma superabundância de gêneros e subgêneros refletia diferenças sutis na forma de suas conchas e na morfologia radular, mas estas classificações estavam obscurecendo as relações filogenéticas entre os taxa. A seguir é exposta uma lista, em ordem alfabética, de denominações que foram utilizadas, em gênero e subgênero: Afonsoconus; Africonus; Afroconus; Arubaconus; Asprella; Atlanticonus; Attenuiconus; Austroconus; Bathyconus; Bermudaconus; Boucheticonus; Brasiliconus; Calamiconus; Calibanus; Cariboconus; Chelyconus; Cleobula; Coltroconus; Conasprelloides; Continuconus; Conus (Afonsoconus); Conus (Asprella); Conus (Atlanticonus); Conus (Attenuiconus); Conus (Austroconus); Conus (Bermudaconus); Conus (Brasiliconus); Conus (Calibanus); Conus (Chelyconus); Conus (Conus); Conus (Coronaxis); Conus (Cylinder); Conus (Darioconus); Conus (Dauciconus); Conus (Dendroconus); Conus (Ductoconus); Conus (Elisaconus); Conus (Embrikena); Conus (Eremiconus); Conus (Eugeniconus); Conus (Floraconus); Conus (Fraterconus); Conus (Gastridium); Conus (Harmoniconus); Conus (Hermes); Conus (Kalloconus); Conus (Kellyconus); Conus (Klemaeconus); Conus (Lamniconus); Conus (Lautoconus); Conus (Leporiconus); Conus (Leptoconus); Conus (Lindaconus); Conus (Lithoconus); Conus (Lividoconus); Conus (Monteiroconus); Conus (Ongoconus); Conus (Papyriconus); Conus (Phasmoconus); Conus (Pionoconus); Conus (Plicaustraconus); Conus (Pseudolilliconus); Conus (Pseudonoduloconus); Conus (Pseudopterygia); Conus (Puncticulis); Conus (Pyruconus); Conus (Quasiconus); Conus (Rhizoconus); Conus (Rubroconus); Conus (Sandericonus); Conus (Sciteconus); Conus (Splinoconus); Conus (Spuriconus); Conus (Stephanoconus); Conus (Strategoconus); Conus (Strioconus); Conus (Tesselliconus); Conus (Textilia); Conus (Theliconus); Conus (Turriconus); Conus (Virgiconus); Conus (Virroconus); Cornutoconus; Coronaxis; Coronaxis (Cylindrella); Coronaxis (Tuliparia); Cucullus; Cylinder; Cylindrus; Dalliconus; Darioconus; Dauciconus; Dendroconus; Ductoconus; Duodenticonus; Dyraspis; Elisaconus; Embrikena; Endemoconus; Eremiconus; Erythroconus; Eugeniconus; Floraconus; Fraterconus; Fulgiconus; Fumiconus; Fusiconus; Gastridium; Genuanoconus; Gladioconus; Globiconus; Gradiconus; Graphiconus; Harmoniconus; Hermes; Heroconus; Isoconus; Jaspidiconus; Kalloconus; Kellyconus; Kermasprella; Ketyconus; Kioconus; Kioconus (Ongoconus); Klemaeconus; Kohniconus; Kurodaconus; Lamniconus; Lautoconus; Leporiconus; Leptoconus; Leptoconus (Phasmoconus); Lindaconus; Lithoconus; Lividoconus; Lizaconus; Magelliconus; Mamiconus; Miliariconus; Mitraconus; Monteiroconus; Nataliconus; Nimboconus; Nitidoconus; Papyriconus; Parviconus; Perplexiconus; Phasmoconus; Phasmoconus (Fulgiconus); Phasmoconus (Graphiconus); Phasmoconus (Phasmoconus); Pictoconus; Pionoconus; Plicaustraconus; Poremskiconus; Protoconus; Protostrioconus; Pseudoconorbis; Pseudohermes; Pseudolilliconus; Pseudonoduloconus; Pseudopterygia; Puncticulis; Purpuriconus; Pyruconus; Quasiconus; Regiconus; Rhizoconus; Rhombiconus; Rhombus; Rolaniconus; Rollus; Rubroconus; Sandericonus; Sciteconus; Seminoleconus; Socioconus; Splinoconus; Spuriconus; Stellaconus; Stephanoconus; Strategoconus; Strategoconus (Vituliconus); Strioconus; Sulciconus; Taranteconus; Tenorioconus; Tesselliconus; Textilia; Thalassiconus; Thoraconus; Trovaoconus; Tuckericonus; Turriconus; Utriculus; Varioconus; Viminiconus; Virgiconus; Virroconus; Vituliconus; Ximeniconus; Ximeniconus (Perplexiconus); Ximeniconus (Ximeniconus); Yeddoconus.

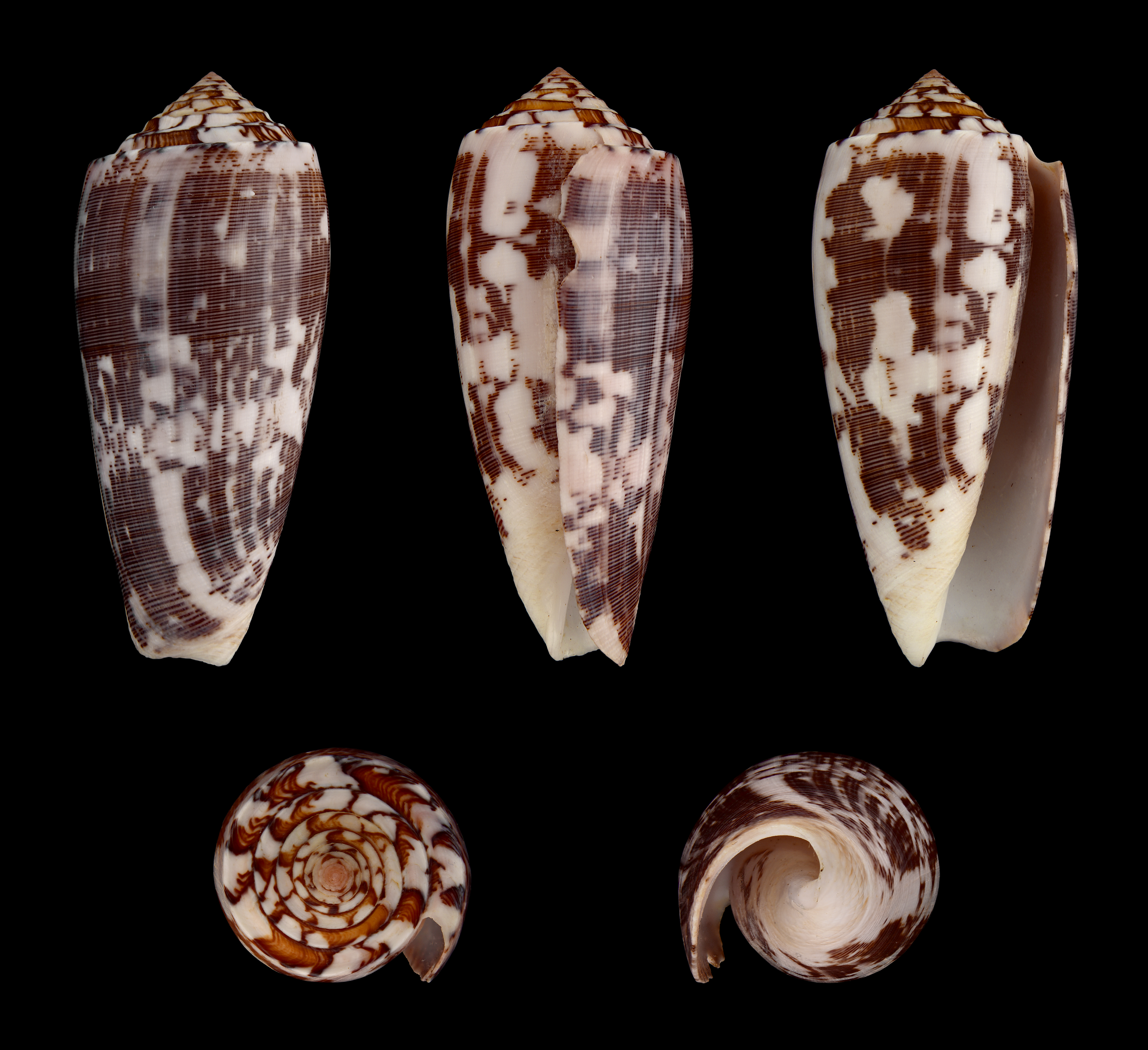
Cinco vistas da concha de Conus striatus Linnaeus, 1758, encontrada em águas rasas do Indo-Pacífico e sendo uma das espécies associadas a mortes em humanos, por envenenamento[1][4][9]; pertence ao subgênero Pionoconus, não Strioconus.